# Sat-B
Bizimana Aboubakar Karume, né le 7 décembre 1989, connu sous son nom de scène Sat-B 〈Satellite du Burundi〉, est un artiste, chanteur, auteur-compositeur, danseur et interprète burundais. Sat-B est le PDG d'Empire Avenue, un label de gestion musicale. En 2025 il a  mis en dehors une chanson appelée kirisese cette chanson est comme une chanson du summer 

## Biographie

### Enfance et débuts
Sat-B est né le 7 décembre 1989 dans la commune Kanyosha(kiyenzi). Il grandit à Bujumbura, au Burundi.

### Carrière
Sat-B commence sa carrière en tant que rappeur hip hop inspiré par les États-Unis, puis il se lance dans le r'n'b' et d'autres styles urbains à la mode.
En 2010, il se retrouve sur la scène musicale burundaise.
Sat-B est le PDG d'Empire Avenue, un label de gestion musicale.
Le chanteur burundais Sat-B continue de s'imposer sur la scène musicale africaine grâce à ses récentes productions et performances remarquées. En 2024, il a dévoilé plusieurs titres, notamment "Fagio La Chuma" et "EWEGAWE", en collaboration avec l'artiste Adam.
Parallèlement à ses sorties musicales, Sat-B a pris part à des événements majeurs. Le 16 décembre 2024, il a célébré le deuxième anniversaire de son album "Hello Africa" lors d'une soirée exclusive organisée au Kiriri Garden. Par ailleurs, il a annoncé une prestation de son titre "Birambabaza" dans le cadre du concert JVB1 à Kanyosha, une annonce qui a suscité un vif enthousiasme parmi ses fans.

## Discographie

### Ep
- Sons romantiques.
- Nobody[3].
- kidding.

### Albums
- Inkuru y'Ukuri (2010)
- Iwacu (2016)
- Hello Afrika (2022)

### Singles
- 2010:Inkuru y'Ukuri
- 2016:Iwacu
- 2024:Ndemeye [4]
- 2024:je vais bien
- 2024:Birateba
- 2024:Nka Rwagasore
- 2023:Kidding
- 2023:Nobody
- 2023:Mon Amour
- 2023:Ishari
- 2020:Beautiful ft Meddy
- 2021:Hug me ft Otile Brown
- 2023:Utamu ft Belle 9ice
- 2018:No love
- 2017:Feel love
- 2015:shimirimana

## Distinctions
- En 2019, il remporte le prix de la meilleure chanson de l'année avec sa chanson intitulée No Love[5].
- En 2022, il remporte le prix de l'artiste de l'année à l'East Africa Entertainment Awards au Kenya[2].